# ジェヘクソン・メンデス
ジェヘクソン・セバスティアン・メンデス・カラバリ（Jhegson Sebastián Méndez Carabalí, 1997年4月26日 - ）は、エクアドル・カルチ県ミラ出身のプロサッカー選手。エルチェCF所属。エクアドル代表。ポジションはMF。

## 経歴

### クラブ
2015年に国内リーグのCSDインデペンディエンテJTでプロデビュー。2016年1月にスペイン・セグンダ・ディビシオンBのクルトゥラル・レオネサにローン移籍するも1試合の出場で終了。2015-16シーズン終了後に古巣に復帰。以降主力選手に成長し、2018年シーズンはリーグ戦40試合に出場した。
2018年12月28日、メジャーリーグサッカー (MLS) のオーランド・シティSCと契約。 3月3日のニューヨーク・シティFC戦で、MLSデビューした。
2022年7月19日、ロサンゼルスFCに移籍した。
2022年限りでLAFCを退団すると2023年1月10日、サンパウロFCにフリーで加入した。
2024年2月1日、2023-24シーズン終了時までエルチェCFへレンタル移籍をした。

### 代表
2018年10月のグアテマラ戦で、エクアドル代表デビュー。2019年6月にブラジルで開催されるコパ・アメリカ2019のメンバーにも招集された。

## 代表歴

### 出場大会
- エクアドル代表
  - 2022 FIFAワールドカップ

### 試合数
- 国際Aマッチ 36試合 0得点（2018年-）[6]

| エクアドル代表 | 国際Aマッチ | 国際Aマッチ |
| 年             | 出場        | 得点        |
| -------------- | ----------- | ----------- |
| 2018           | 5           | 0           |
| 2019           | 10          | 0           |
| 2020           | 1           | 0           |
| 2021           | 10          | 0           |
| 2022           | 8           | 0           |
| 2023           | 2           | 0           |
| 2024           |             |             |
| 通算           | 36          | 0           |